# 模范棒棒堂
《模范棒棒堂》是台灣Channel [V] 娛樂台播映的綜藝節目，首播於2006年8月14日、收播於2009年7月30日。該節目招募多位少年參加節目演出，並以男性「明星養成」作為目標，承襲同台節目《我愛黑澀會》之性質，與本節目並列為Channel V收視率最高之二。

## 歷程

### 六棒選戰
《模范棒棒堂》時歷半年，在台灣各地網羅各式各樣的年輕男性後，終由20位成員組成並參與節目錄製，並從中經過個人表現及層層評選等，由Channel V選出並成為正式藝人。
為了符合節目初期「二十選六」的目的，經過千人試鏡並舉辦三次淘汰賽後，節目單位在2006年12月2日，於第一、二代所有成員中，選出六名：敖犬、小、王子、小煜、威廉和阿緯並成立組合正式出道，而以Lollipop棒棒堂作為團名，成為EMI（後來的金牌大風）及星空傳媒旗下藝人；另外，威廉和阿緯別於其餘四名是名單公佈數小時前才獲確認，且出道成員亦繼續錄影及參與評比（淘汰賽除外）。

### 二軍選戰
二軍選戰歷經2008年整個上旬，包括棒棒堂126台北小巨蛋演唱會表演、3月22日的Mini Concert、雜誌封面拍攝及網上選舉、7月推出的《冒險世界》EP及其後的各場簽唱會表現及支持票選才產生的男子藝人團體超克7（Choc7），是繼棒棒堂之後的模范棒棒堂第二隊出道組合，雖然如此，但各成員本身在人氣上有不小的落差，不過經紀公司Channel V（台灣）頻道總監張世明相信人氣能後天努力，因為選出各成員都是因為他們都擁有不同的才能和同一顆心，向「成功的藝人」的目標出發。
於2008年8月13日模范棒棒堂錄影節目時吸引了廣大媒體採訪及即時報道，而部分媒體就報道了入選超克7成員包括翁瑞迪（阿本）、吳俊諺（鮪魚）、韋佳宏（野獸）、邱翊橙（毛弟）、簡翔棋（小馬）、李銓及劉祿存（小祿），而謝東裕（牙膏）及王勇翰（翰獎）因為表現或支持不足而被淘汰，變回模范棒棒堂普通成員；江莛鈞（TERRY）亦因擁有超過團體的表現，相當有單飛潛力，故亦不獲入選。
出道後，唱片公司華納唱片 (台灣)為了將二軍與棒棒堂一軍作區別，決定將以樂團的形式出道，而且在2008年10月底前各成員都要學懂一種樂器，只要有一個成員做不到，整團就無法出唱片。

### 兩屆交替
而隨著棒棒堂及超克7的相繼出道，事務開始繁重。因此Channel V（台灣）頻道總監張世明及《模范棒棒堂》製作群決定將各棒棒堂第一屆成員「畢業」，各成員將會離開節目，並會選出約20名的新底迪繼續節目。此事在網絡上引起了極強烈的反響。
於2008年8月20日《模范棒棒堂》節目完畢後，播出了一段眾底迪「畢業」的預告影片，第一屆底迪畢業相關單元於2008年8月21日至8月29日播放。另外，范瑋琪於2008年8月28日播放的第一屆棒棒堂男孩畢業典禮結業式內宣佈第一屆《模范棒棒堂》正式退堂。
第二屆《模范棒棒堂》於2008年9月1日正式開堂，預告片段、節目片頭及配樂都有改變，而第二屆的班長由阿良擔任。
一直處於尷尬位置、未有參與過一軍、二軍選戰的第七代唯一成員小樂以及「全職底迪」虎牙再次出現在第二屆《模范棒棒堂》，使節目出現了一些熟悉的面孔，這些前任底迪對節目起了相當支撐的作用。（另外前被淘汰底迪小虎也成功翻盤再次進入《模范棒棒堂》參與第二屆節目錄影。）
有別於第一屆以街舞、舞蹈為主的特色，第二屆主要以音樂、歌唱作為賣點。相比起第一屆，第二屆一開始就有比較多具歌唱實力的底迪，而當中更有不少底迪懂得樂器，有自彈自唱甚至作曲的能力。

### 二屆低潮
二屆開始之後，疑因一屆優良的表現所帶來的壓力，二屆底迪完全未能進入錄影狀況。除了小樂、阿MAN，以及中後期的伊藤、小龍、阿、大大等比較能帶起節目氣氛之外，其他底迪比較欠缺互動，與嘉賓及堂主的對答上也未及理想。雖於後期開始由新加入底迪帶動下出現明顯改善，在一屆底迪未參與錄影的情況下收視率仍能獲得0.8以上，但總括來說還是比一屆全盛時期為差。
才藝也是二屆底迪備受猛烈批評的原因之一。縱使二屆擁有一些一屆相對不擅長的才藝如歌唱及樂器等，或者在某些才藝上已有一定造詣，但由於規劃不善或疏於練習等種種原因，導致在節目表演或淘汰賽表現差強人意，或者出現嚴重失誤。於二屆一開始的淘汰賽前哨戰中，曾有超過十名的底迪掉入危險名單被警告。及後雖於第一次淘汰賽中有所改善，但淘汰人數仍然有三名，與以前一屆的淘汰賽比較是較多。其後於第二及第三次淘汰賽均未出現明顯改善，卻出現了無上限淘汰的情況，兩次都破紀錄地淘汰了五人。雖然於第三次新生徵選選入了多名有相當實力的底迪，使這個情況有所改善，但是還是未能挽回二屆本身的頹勢。
因此，在小樂跟阿MAN離開節目之後，製作方就推出三軍計劃，將未能選上三軍的底迪變相淘汰，以圖盡快結束二屆挽回收視。

#### 《模范棒棒堂最精選》
由於粉絲對一屆離開的強烈反響，以及二屆底迪表現未如理想。Channel V由2008年11月6日起，逢一至五晚九時將第一屆的節目以精華方式重播，名為《模范棒棒堂最精選》。首階段播出的為《模范棒棒堂最精選【新生徵選篇】》，重播第一屆每一次新生徵選的節目。
及後由於CIRCUS 狗仔隊的播映，節目縮短至逢一至四晚上九時播映；又因為CIRCUS ACTION（第一至三輯）將在2009年4月8日晚上九時開始，《最精選》將改至星期一至五晚上八時播出。

### 三軍選戰
2009年2月上旬，Channel V透過其網站及其頻道之廣告公佈，將會由加入不足半年的第二屆成員中選出第三批出道團體。由於二屆節目開展了半年底迪們仍未完全進入狀態，在包括官方討論區的地方出現了不少反對的聲音，指計劃的推行過份倉卒。
由於事出突然，選戰很快就進入了軌道，一月尾至二月初已進行了很多的驗收賽挑戰底迪（播出時間由二月中開始），而二月中旬亦已選出三軍團體的成員（播出時間為二月尾至三月初），而選出的成員本說道會在七月的「棒棒堂亞洲巡迴演唱會－香港站」進行第一次表演，可最後三軍都沒有擔任演唱會嘉賓。
由於本次選戰只選出了兩位成員加入三軍，而其他三個名額就會在節目外的「世界各地」找人加入，第一次也是歷史性的不在原有節目成員中選出全部成員（節目中只選出了虎牙和），引來網友大量揣測；而第二屆錄影於2009年2月15日正式結束，虎牙及阿以外的二屆底迪都將會全數退出節目。

### 三代同堂
三軍選戰之後，《模范棒棒堂》再次變身，換場景、制服、節目音效等，觀眾期待已久的LOLLIPOP棒棒堂及超克7亦會回歸節目，三代同堂的第一次錄影，藝人羅志祥都有上節目祝賀並宣傳自己新的專輯。
本屆節目的班底將暫時全以出道成員LOLLIPOP棒棒堂、超克7及模范三軍組成，而當中只有虎牙及阿杰是第二屆的成員（阿杰更是完全未有參與過第一屆錄影）。到了節目結束，均未有新成員的加入。

### 合併傳言

#### 「你型我美」
早前有消息指，《模范棒棒堂》將在7月13日正式退堂，在這段期間官方討論區亦出現大量「聲援」本節目的條目，希望有關方面打消此念頭。
但在7月初之時，有其中一位前節目成員在其網誌透露，節目將在未來1星期內結束，但此事亦在官方討論區大量討論。直至隨後數日，該成員的網誌上，亦再沒有出現有關消息。
另一邊廂，在相約的時間，亦有傳本節目最終在公司緊急企劃定案中，正式決定把本節目以及把同台、同類型的節目─《我愛黑澀會》於2009年7月13日共同停播，而且進行大革新，把兩節目合併成新節目─「你型我美」。

#### 合併傳言（二）
繼在2009年年中多次有合併傳言，指《模》節目與《我愛黑澀會》將合併成新節目，但終究是一個傳言。但在《模》正式停播之後約兩個月左右，再次傳出合併的消息。
只不過，這次的消息並沒有像上次的「規模」那麼大。事緣在9月10日，有《黑》的粉絲在網上搜尋得到，有一個網站指是Channel V的代表，詢問粉絲黑Girl、Lollipop棒棒堂將在晚上10點一起組合成一個新節目，希望可以粉絲給意見給他們。
但消息一傳出，就在官方討論區再有討論。由於《模》已停播，故此暫時沒有在模范區發起討論，只是在黑澀會區發起討論。而Channel V現在並沒有任何表示。

### 退堂結束
在2009年7月10日，討論區再出現一些有關「退堂」的新消息。有指一個新節目《Welcome 外星人》將取代原《模范棒棒堂》的時段（晚上2300）播出。
由於此節目有一個通告，招募觀眾進行錄影；此外，Channel [V]亦於7月10日起，播出新節目的宣傳短片，故此這些消息的可信性頗高。但是，在7月12日，有粉絲有互聯網上搜尋到，香港now寬頻電視直播Channel [V]台灣 （557頻道）節目的時間表，認為《模》是更改時段而並不是停播。不過，此消息很快被有關方面「證實」。有關方面決定，《模》將在7月22日進行最後一次的改版，把只實行了12集的新時段（逢週一至週四晚上2300），再一次更改播放時段（逢週三至週四晚上2200）。
在新時段播放3集之後，《模》已於2009年7月30日播出最後一集，由堂主（范范）宣佈《模范棒棒堂》正式光榮地退堂。

### 我愛黑澀棒棒堂
在9月25日起，Channel V播出全新的節目預告《我愛黑澀棒棒堂》。由於今次Channel V方面已經發出預告，因此原時段的《我愛黑澀會》即將在10月8日終止播映。
有觀眾在相關的網站上搜尋到，原時段的《我愛黑澀會》和本節目，將合併為新的節目「我愛黑澀棒棒堂」，《黑棒》於10月12日晚上2200時段播出。

## 環節

### 新生徵選
新生徵選在第1屆曾選過7次，第2屆選過2次，除了第1屆和第2屆的第1代底迪是棚外選出多位男孩外，其他都是在莊敬高職初選後，入棚再次複選。

### 比賽

#### 淘汰賽
節目中會定期舉辦淘汰賽，把一些才藝沒有特別大進步的底迪淘汰，務求能帶給觀眾一些新鮮感。勝出的底迪會得到獎品/獎金，以資鼓勵；相反，落敗的底迪，則需要離開攝影棚。因此，淘汰賽也類似棒棒堂底迪的考試，每個人都盡全力表演。

#### 歌王比賽
歌王比賽是第一屆模范棒棒堂其中的一個重要的比賽，過往亦舉辦了多場別開生面的歌王比賽。

#### 舞王比賽
舞王比賽亦是第一屆模范棒棒堂另一個重要的比賽。

#### 運動比賽
為配合模范棒棒堂成員的陽光形象，製作單位不定期舉辦多次的運動比賽，在第一屆的運動比賽，皆是在棚外進行，而且次數也挺多；另外，第二屆以及第三屆的比賽均在棚內進行。值得一提的是，阿本因經常在此類型單元當中發生小小的意外，故他亦有另外的一個外號─「災難王」。

### 私密突襲
製作單位会不定時突袭底迪们的私人生活，包括搜查休息室、搜查私人物品、前往家庭或住地检查等等。第一屆所有的底迪都幾乎全部都被製作單位突襲過。有時突襲環節會集中在節目的下半段，但假如同時間有多名底迪遭突襲的話也有整集都是突襲環節的情況。節目初期TERRY、小馬和毛弟曾組成「TE馬弟黑手黨」擔任突擊助理

#### 棒棒堂特偵組
第二屆新設以台灣特偵組為參考的突襲單元，性質與第一屆的私密突襲相似，但與第一屆的突襲環節不同均設有突襲原因。有三名常設角色，「庭長」由小香飾演，至於另外兩名「庭警」則由Choc7成員擔任。

### 生日慶祝
模范棒棒堂亦會不定時為各位成員甚至堂主舉辦慶生會，替該月生日的底迪舉辦一個難忘的慶祝。
但有時候會帶些整人性質。

### 棒棒堂偶像劇
為了發崛底迪的演戲天份，在第一屆的節目當中，偶而也有偶像劇單元，讓底迪們大秀演技。例如：《姐姐來了》、《幸運火柴》等。

### 棒棒堂苦行僧
棒棒堂苦行僧這個外景單元，是製作單位特地為Choc7開設的單元。目的是锻炼或尋找底迪他們所缺乏的東西，如：找回阿本的純真、鍛鍊毛弟的勇氣等等。

### 底迪吐嘈排行榜
只有在第三屆出現，主要針對底迪的弱項來請路人對底迪們投票。由於播出的時候，被指結果是特地攻擊某個底迪，再指本單元幾乎由第669集起，每星期皆有本單元，因此網友便在討論區不斷「炮轟」製作單位。所以製作單位在第六次排行榜後，停止製作本單元。

## 特色

### 場景
在三屆的節目中，製作單位合換了4次場景。

第一屆後期場景&制服

第一屆開堂時以藍色作主調，場景後面的是一枚模范棒棒堂的大徽章。
而第一屆後期（第276集至第一屆完結時）則以綠色做主調，場景後面一開始是一個骷髏頭，到了模范棒棒堂回到11點播出的時候（2007年11月19號播出的第331集），場景後面就改為一個皇冠，之後的2次場景也是使用皇冠作象徵。
第二屆亦沿用第一屆後期的綠色主調，但是底迪跟嘉賓出場的方式有些不同，由以前的人手控制的門，變為從「電視牆」後走出來。
三代同堂方面，再次用回第一屆開堂時的藍色作主調。

### 片頭曲
製作單位自製配樂1
七彩棒棒堂
夏日初體驗
大豬頭
YES!
冒險世界
製作單位自製配樂2 
製作單位自製配樂3
太青春
綜藝咖

### 開場舞
第一屆共有2套開場舞
第二屆只有1套開場舞(由敖犬編舞)

### 節目效果
牙膏的口臭
鮪魚的喇叭
鮪魚的皮膚像泰國人
阿本的很娘(後來成立公主幫)
小傑的短下巴
阿緯的臉很方
李銓的腳臭
鮪魚和小傑不合
小T頭髮很少

### 定格
由制作人B2配OS，有時候有取笑成份，平均有7秒

## 主持人與成員

### 主持人（「堂主」）
模范棒棒堂的节目主持人（即「堂主」）是「范范」范玮琪。但由于一些工作原因或其他因素导致范玮琪无法参加录影时会有代班主持（即「代班堂主」），「小米姐」路嘉怡、范范好友「Makiyo」川島茉樹代等亦有接受邀請擔任代班堂主。 
另外，有指2008年因演唱會導致唱片公司跟製作單位關係生變，范范數度口頭請辭。  直到2009年6月有報道指，范范的男友「黑人」陳建州將會暫時接替她，當本節目的主持人。最終亦於7月初時見到「黑人」成為「代班堂主」。

### 副堂主
副堂主為「小香」趙延慶及「容嘉」劉容嘉。他們本來是以助教的身份出現。但因為有堂主范范因歌手工作繁忙（特別是在第二屆的時候），因此二人以副堂主的身份擔任主持的工作。偶爾會有其他人代班擔任副堂主的助理主持工作，例如郭靜。

### 成員加入及離開制度
幾乎每一屆的棒棒堂都會有底迪新加入或離開，但也有例外的狀況是未有底迪離開下就有新底迪加入，但此情況只有在第一屆出現。而差不多每個第一屆的底迪都是循參加「新生甄選會」的途徑進入節目。另外由於徵選會的數量眾多，底迪多以代數來代表他們進入的期數（如：阿緯在第二次甄選會後加入，所以稱「第二代」）。而第二屆的底迪除了循徵選會進入外也有直接被選進節目的例子。這是因為Channel V有其他的選秀節目（如《哪裡5打抗》），有部分參賽者表現出眾得到總監欣賞，所以批准直接進入節目中（如YOYO、賤兔）或是繞過複選直接進入（如：阿）。
每一屆的底迪都有機會被強逼離開節目。如果在淘汰賽失準或加上在節目錄影中表現欠佳，就有可能要離開（如：亞修、老鼠等）。另外，亦有可能因為底迪有其他因素，而自願離開節目或者請假暫時停止錄影（如：小樂）。

### 成員發展
底迪們參與節目後最主要的發展就是成為Channel V屬下的合約藝人。至今已有3個组合出道，分別為Lollipop棒棒堂、Choc7，以及最新選出的模范三軍。當中包含了敖犬、小杰、小煜、阿緯、威廉、王子六位成員的LOLLIPOP棒棒堂為Channel [V]第二個組成的男子組合（第一個為CIRCUS），亦是節目第一個組成的組合。他們兩人除了有繼續參與模范棒棒堂節目錄影之外，也有參演偶像劇、進行電影拍攝或主持節目，亦發行了多張專輯。他們更於2008年初在台北小巨蛋舉辦了一個演唱會。是東亞地區一個新冒起的熱門男子組合。
至於「Choc7」則是第二個於節目內組成的組合，成員包括阿本、毛弟等共七人。他們自選戰開始就已經有參與演唱會等表現的機會，更於2008年中以「宅男塾」跟「公主幫」名義發行了兩隻EP，積聚了不少的人氣。他們除了有繼續參與節目拍攝之外，部分成員亦有參與電影拍攝及參演偶像劇。值得一提的是，團長阿本在成軍之前已率先因參演偶像劇《18禁不禁》而被Channel V簽下成為個人藝人。
模范三軍是於2009年2月中新組成的組合，成員包括虎牙及阿杰。預定會在稍後再行在外選拔多三名成員。兩人將會在模范棒棒堂節目中繼續錄影。
除了成為合約藝人之外，其他普通成員亦會間中獲得參與拍攝或主持其他Channel V台灣製作的節目的機會，以《VJ普普風》為主。但兩屆模范棒棒堂底迪之中，只有第一屆的底迪有這樣的機會。另外所有成員（主要是第一屆）亦有機會於姊妹節目《我愛黑澀會》成為嘉賓。
另外除成為Channel V屬下藝人之外，有部分離開、請假或畢業的底迪會成為其他經紀公司旗下的藝人，例如呱呱及拿鐵及酪梨於離開後成為了周子娛樂的藝人，牙膏成為了火星人音樂的歌手，小T及ECHO成為了黑石娛樂旗下藝人等。
也有部分底迪於離開後會繼續擔任自己原本所屬其他節目的主持，例如TERRY繼續主持《寵物部落格》，ELMO繼續主持《在中國的故事》等。值得一提的是，以上兩者在第一屆模范棒棒堂結束後獲得了更多於其他節目演出或成為嘉賓的機會。
详细情况请參见成員列表

### 成員列表
截止目前，模范棒棒堂共经历3届底迪，共10代。 第一屆主持人及成員
第一屆節目主持人及錄影成員列表
- 主持人（堂主）：范瑋琪（范范）
- 代班主持（代班堂主）：小米、黑人
- 助理主持（助教）：小香、容嘉、Henry、納豆、瑤瑤、洪詩、勇兔、Circus成員（每次兩位）、黑Girl（每次兩位）；間中亦會邀請不同藝人（如：郭靜、元衛覺醒）等擔任助教。
- 旁白：陳彥銘（B2）
- 淘汰賽評審：Channel V頻道總監張世明（ANDY）（整體表現）、敖君怡（歌唱、口才）、藍波（舞蹈、台風）
- 其他評審：製作人B2（整體表現）、DJ Dennis（歌唱）、僅雯（歌唱）、小村（舞蹈、台風）、黃國倫（歌唱）、大目（舞蹈）、丁曉雯（歌唱﹚、藍波(舞蹈)等

第一屆成員（2006年8月17日至2008年8月29日）「加入年期」及成員數目對照表
由於節目不停有新成員加入行列，外界一般把成員以加入時間為標準，順序編上代數以作識別。由於新生徵選次數繁多，加上有部份淘汰賽沒有淘汰任何成員，所以容易做成計算上的混亂。另外，由於有成員因為學業因素或私人工作因素，需要請假，容易造成成員數目統計上的混亂，范瑋琪亦曾經在節目上錯報總成員數目。
以下為代數、加入日期(以對應集數播出日期為準)及成員數目的對照表，亦等同外界一般使用的標準。成員列表中「加入年期」一欄，也是以下表作依據。
| 代數   | 加入日期       | 首集加入集數主題名稱          | 加入成員 （以當時使用的別名為準）                                                                                             | 新加入 成員數目 | 當時成員總數 |
| ------ | -------------- | ----------------------------- | --- | --------------- | ------------ |
| 第一代 | 2006年8月17日  | 棒棒堂男孩私密珍藏            | 敖犬、小煜、小傑、王子、毛弟 阿本、小馬、TERRY、 MONKEY、小濱、鮪魚、多多、 老鼠、亞修、HIRO、小黑人、 邱帥、麵線、呱呱、小賦 | 20              | 20+ 1退出    |
| 第二代 | 2006年10月16日 | 棒棒堂 新生私密大搜查         | 虎牙、蠍子、威廉、阿緯 | 4               | 18+ 1請假    |
| 第三代 | 2006年12月28日 | 第三代棒棒堂男孩 新生報到!!   | 牙膏、MOMO(ELMO)、小T | 3               | 19           |
| 第四代 | 2007年3月26日  | 千呼萬喚選出來 棒棒堂新貨到!! | 李銓、野獸、小夫、可樂 | 4               | 20 + 2請假   |
| 第五代 | 2007年6月1日   | 模范棒棒堂 新生突襲檢查       | 拿鐵、ECHO | 2               | 21 + 1請假   |
| 第六代 | 2007年10月4日  | 第六代棒棒堂男孩              | 翰獎、小祿、小虎、 酪梨 | 4               | 22 + 2請假   |
| 第七代 | 2008年2月25日  | 你是新生嗎? 我們要整你!!      | 小樂 | 1               | 21 + 2請假   |

## 出道成員 - Lollipop@F
| 姓名   | 藝名 | 英文名  | 出生日期       | 加入年期 | 節目中的 其他暱稱                       | 其他資料 | 部落格                          |
| ------ | ---- | ------- | -------------- | -------- | --------------------------------------- | --- | ------------------------------- |
| 莊濠全 | 敖犬 | Owodog  | 1982年10月30日 | 第一代   | 莊敖犬、 狗狗、 麥克敖犬、班長          | Lollipop@F團長 黑角舞團成員 棒棒堂舞蹈領袖， 綜藝咖 曾參加台視及三立全明星運動會第四季                                                                          | 新浪微博 （页面存档备份，存于） |
| 楊奇煜 | 小煜 | Fabien  | 1985年7月5日   | 第一代   | 楊奇妙、 鋼門人、 黑面琵鷺、楊仔 Rocker | Lollipop@F主唱 樂團超速照相機 Lollipop F的歌曲作詞， 常常放空, 所以被稱爲放空煜 曾參加台視及三立全明星運動會第一季，後回鍋參加第三季 已婚，育有兩子，妻子為言兒 | 新浪微博 （页面存档备份，存于） |
| 廖亦崟 | 威廉 | William | 1985年10月7日  | 第二代   | 尿液、 傻子、河童                       | Lollipop@F成員 之前是啦啦隊成員也會扯鈴 因節目效果，而常犧牲形象 已婚，妻子為卓君澤                                                                             | 新浪微博 （页面存档备份，存于） |
| 劉俊緯 | 阿緯 | Wayne   | 1985年10月15日 | 第二代   | 風車緯、 俊緯 小巨人、方塊酥            | Lollipop@F舞蹈達人 黑角舞團成員 編舞， 因節目效果，而常被叫方塊酥 已婚，育有一女，妻子為錢文儀                                                                  | 新浪微博 （页面存档备份，存于） |

## 出道成員 - JPM
| 姓名                  | 藝名        | 英文名       | 出生日期       | 加入年期 | 節目中的 其他暱稱              | 其他資料 | 部落格                          |
| --------------------- | ----------- | ------------ | -------------- | -------- | ------------------------------ | --- | ------------------------------- |
| 廖允 （原名：廖俊傑） | 小傑 小     | Brian Liljay | 1986年9月25日  | 第一代   | 官腔傑、 官腔達人、 廖俊、牛蛙 | 前棒棒堂底迪柚子的哥哥 JPM團中主音和舞蹈指導，也有許多作詞曲 黑角舞團成員 曾為Lollipop棒棒堂部分歌曲作詞， 因節目效果，而常被指沒下巴 曾參加台視及三立全明星運動會第二季                                                                                                   | 新浪微博 （页面存档备份，存于） |
| 邱勝翊                | 王子        | Prince       | 1989年4月14日  | 第一代   | 邱小P、邱不了 小王子、修正液   | JPM成員邱宇辰的親哥哥 節目初期綽號為PRINCE 因fans眾多，常被稱「擁有十萬大軍」 曾參加台視及三立全明星運動會第三季、與弟弟邱宇辰一同參加全明星觀察中第二季 | 新浪微博 （页面存档备份，存于） |
| 邱翊橙                | 毛弟 邱宇辰 | Chris Modi   | 1990年10月10日 | 第一代   | 驚驚毛、好小子、 顏正國        | 王子的親弟弟； 二軍人氣王，自稱有二百小軍； 真名曾被誤為「邱翊澄」； 以羅志祥作為舞蹈上的目標； 外貌曾被指與顏正國相似， 最近則被指酷似張芸京 後改藝名為邱宇辰 曾參加台視及三立全明星運動會第一季、與哥哥王子一同參加全明星觀察中第二季 現為八大綜合台娛樂百分百節目主持人 | 新浪微博 （页面存档备份，存于） |

## 出道成員 - 超克7（Choc7）
成員都經過2008年整個上旬的選戰洗禮，包括於2008年1月26日Lollipop棒棒堂《夢想出發‧閃耀小巨蛋》演唱會上當表演嘉賓、2008年3月22日的小型演唱會、2008年5月的第一次淘汰以及2008年7月至8月的《冒險世界》EP選戰。
直到2008年8月28日~8月29日模范棒棒堂節目錄影時公佈了二軍正式名單，確定入選的為邱宇辰1、阿本、小祿、鮪魚、小馬、李銓及野獸。（原訂計劃是選出五位團員，但由Channel V（台灣）頻道總監張世明與華納音樂大中華區總裁陳澤杉於錄影前數天決定破格選出七人。）
團體初稱「棒棒堂二軍」，後於十月開始官方開始以「模范七棒」稱之並沿用至今。但於2009年3月7日，七棒經紀人兼Channel V總監張世明在官方網站討論區中預告「模范七棒」將會有新團名。
後於五月初起，Channel V開始在廣告時段播放極上生徒會的預告片，裡面包含了七棒最新錄製的歌曲「太青春」。而在預告片的右下角則出現了超克7（Choc7）的字樣，有人指這將會是七棒可能的新團名，於2009年5月7日已由Channel V總監張世明確認消息。
- 出道日期：2008年8月30日

| 姓名   | 藝名        | 英文名     | 出生日期       | 年期   | 節目中其他 主要暱稱                                                                              | 其他資料 | 部落格                                                      |
| ------ | ----------- | ---------- | -------------- | ------ | ------------------------------------------------------------------------------------------------ | --- | ----------------------------------------------------------- |
| 翁瑞迪 | 阿本        | Ben Aben   | 1982年6月11日  | 第一代 | 本媽、本姨、公主本、鼻涕本、Mary本、 災難王、SET王、 小孬孬、五五身、 媽媽、Already、 女人、老人 | 超克7（Choc7）團長，最初先以個人身份出道； 也是眾底迪中學歷最高之一； 公主幫幫主、總召； 擅長RAP（數來寶）； 擅長搞笑、扮女人，也常被取笑； 因節目效果，而常被指年紀大，目前退居幕後，不再出現螢光幕前；                                                                   | 新浪微博 （页面存档备份，存于）                             |
| 吳俊諺 | 鮪魚        | Gevin      | 1989年9月19日  | 第一代 | Bato、喇叭魚、東南亞天王                                                                         | 曾推出個人泰文單曲EP 曾被指遲到問題嚴重，現已改善。 他的Popping舞蹈屬堂內數一數二的 與虎牙未加入棒棒堂前已是好朋友， 兩人亦是舞蹈上的最佳拍檔； 被指為人油腔滑調，經常花言巧語 已婚，育有一子，妻子為劉怡                                                                  | 新浪微博 （页面存档备份，存于） 無名 （页面存档备份，存于） |
| 簡翔棋 | 小馬        | Shawn      | 1983年7月8日   | 第一代 | 馬翔棋、假混血兒、 假籃球隊員                                                                    | 第一及第三屆節目中唯一會魔術的男孩 胸前以及背部有大範圍的紋身； 賭后余筱萍的前男友； 在節目中有時候被人誤認是混血兒； 由節目初期基本不諳舞蹈到畢業時已經 能夠懂得Breaking被指為人有潔癖 已退出娛樂圈 已婚，育有一女，妻子為葉翎涵（已歿）                                  | 新浪微博                                                    |
| 李 銓  | 李銓        | Peter      | 1990年6月9日   | 第四代 | 傻銓、銓兒、 傻子、鼓王 林智勝、 大腳怪仙、大腳哈利、Peter銓                                     | 有四分之一阿美族血統； 因與威廉同被人誤解是「阿達性情」， 而被威廉稱為「徒弟」； 擅長爵士鼓及國標舞； 外貌曾被指酷似林智勝 | 新浪微博 （页面存档备份，存于）                             |
| 韋佳宏 | 野獸        | Vibo Bete  | 1990年9月10日  | 第四代 | 小綿羊、吞食獸、林志傑、 歌王                                                                    | 第一及第三屆節目中唯一會「雷鬼」的男孩； 最會吃也是最胖的底迪， 在唱片公司的嚴謹要求下正在減肥； 被堂主范瑋琪鼓勵向唱歌方面發展； 外貌曾被指酷似林志傑，而藝名因此而來 現為日出工作室旗下藝人                                                                              | 新浪微博 （页面存档备份，存于）                             |
| 劉祿存 | 小祿        | Louis      | 1987年2月2日   | 第六代 | 歌王、抓耙仔、 暴牙祿、小綠、 阿蘭、弱雞、 暴牙蘇、Simon、 金絲眼鏡                              | 是節目「副堂主」容嘉的親弟弟； 曾被傳是靠關係進模范棒棒堂； 與ELMO志趣相投，是好朋友， 並以師徒相稱； 有暴牙的特徵常被網友攻擊 中視金曲超級星第三名 現為天下無敵國際文化有限公司旗下藝人                                                                                   | 新浪微博 （页面存档备份，存于）                             |
| 邱翊橙 | 毛弟 邱宇辰 | Chris Modi | 1990年10月10日 | 第一代 | 驚驚毛、好小子、 顏正國                                                                          | 王子的親弟弟； 二軍人氣王，自稱有二百小軍； 真名曾被誤為「邱翊澄」； 以羅志祥作為舞蹈上的目標； 外貌曾被指與顏正國相似， 最近則被指酷似張芸京 後改藝名為邱宇辰 曾參加台視及三立全明星運動會第一季、與哥哥王子一同參加全明星觀察中第二季 現為八大綜合台娛樂百分百節目主持人 | 新浪微博 （页面存档备份，存于）                             |

## 普通成員
在一軍、二軍選拔後所剩下的成員，包括一些因個別原因而請假（即未表示離開節目）的底迪。
| 姓名                            | 藝名   | 英文名  | 出生日期       | 加入年期 | 節目中的 其他暱稱                         | 備註 | 部落格                          |
| ------------------------------- | ------ | ------- | -------------- | -------- | ----------------------------------------- | --- | ------------------------------- |
| 江振愷 （原名：江慶俋、江莛鈞） | TERRY  | Terry   | 1984年9月14日  | 第一代   | 大隻佬、 大叔、 爸爸、 泰瑞               | 曾任體育老師； 身為二軍選戰時「宅男塾」隊長的他對 成員嚴謹的態度令他有了「爸爸」的稱謂 現為伊美居傳播旗下藝人 已婚，妻子為羅美玲，育有一子 | 新浪微博 （页面存档备份，存于） |
| 何                              | 多多   | Daniel  | 1991年3月13日  | 第一代   | 愛哭鬼、垃圾多、 Do Do、 沈建宏           | 公主幫成員 常成為被攻擊對象 是校內體操隊成員， 曾在公開比賽中奪得第二名 外貌被指酷似沈建宏 | 新浪微博 （页面存档备份，存于） |
| 林子豪                          | 虎牙   | Jayto   | 1987年5月29日  | 第二代   | 佈景男孩                                  | 以Beat Box聞名 節目外暱稱為「偷」 懂得多種不同風格的舞蹈，並被讚揚很有才華 與鮪魚還未加入模范棒棒堂前已是好朋友， 兩人亦是舞蹈上的最佳拍檔 性格較沉默內歛，口條不佳 未進模范棒棒堂前曾患自閉症 傳奇星娛樂旗下藝人                                  | 新浪微博 （页面存档备份，存于） |
| 謝東裕                          | 牙膏   |         | 1986年12月24日 | 第三代   | 煙燻膏、 台客舞王、 國際蟀勾（國際帥哥）  | 有「口臭」的節目效果； 怕高、黑、水、坐飛機、青菜…… 因而常被取笑是膽小鬼 表示偶像是模范棒棒堂班長敖犬 早期曾表示欣賞黑Girl的丫頭和黑澀會美眉的米奇 曾為火星人音樂唱片公司旗下歌手， 於2009年1月中推出首張個人EP《改變》。 現為亞樂演藝經紀旗下藝人 |                                 |
| 戴家昀                          | ELMO   | Elmo    | 1982年2月6日   | 第三代   | 外星MO、 戴家毛、 愛毛、艾毛、 王傑、衝哥 | 加入節目初期稱MOMO 現為廣告模特兒及節目主持人 在節目中宣布要服兵役，後來因傷患而免除 全堂最高學歷的成員之一 《模范棒棒堂》開播以來年紀最大的成員                                                                                                   | 新浪微博 （页面存档备份，存于） |
| 王勇翰                          | 翰獎   | David   | 1990年4月1日   | 第六代   | 獎哥、汗獎、 David獎                      | 節目外暱稱為「阿勇」； 懂演奏鋼琴、小提琴，亦會劍道； 招牌動作咧咀笑加勝利手勢； 鼻頭上和腋下的汗常被堂主和其他底迪取笑； 被指EQ低常動怒於是有「獎哥」的稱號                                                                                       | 新浪微博 （页面存档备份，存于） |
| 吳思賢                          | 小樂   | Ben     | 1991年1月5日   | 第七代   | 建中高材生、 樂爺、樂哥                   | 建中熱舞社社長 唯一沒有參與二軍選拔的底迪 父親是婦產科醫生 母親是知名護膚品的代理商 現為傳奇星娛樂旗下藝人 | 新浪微博 （页面存档备份，存于） |
| 謝富丞                          | MONKEY | Richard | 1989年10月29日 | 第一代   |                                           | 在日本留學，請假 還未到日本留學前，在堂內人氣不俗 放假時都會回台灣並於節目出現 目前在美國就讀西雅圖華盛頓大學 |                                 |
| 許豪恩                          | 拿鐵   | David   | 1988年3月1日   | 第五代   | Latte、假ABC 奶油小子                     | 在加拿大留學，請假 為堂內身高最高的底迪之一 唱歌會歪嘴 現為周子娛樂旗下藝人 曾為2012男子組合4ever (樂隊)成員 | 新浪微博 （页面存档备份，存于） |

##### 離開成員
節目中有因為淘汰賽中表演失準以及平時表現不佳而被淘汰的成員，也有因為個人意願離開的成員，有時會被統稱為「暗黑棒棒堂」。

- 淘汰成員

| 姓名     | 藝名   | 英文名 | 出生日期        | 加入年期 | 節目中的 其他暱稱 | 備註 | 部落格                          |
| -------- | ------ | ------ | --------------- | -------- | ----------------- | --- | ------------------------------- |
| 陳仲庭   | 老鼠   |        | 1990年 5月21日  | 第一代   |                   | 全堂唯一台南人 節目初期唯一會小提琴的底迪                                                                                                  |                                 |
| 張修瑋   | 亞修   |        | 1985年 12月28日 | 第一代   |                   | 第六代新生徵選重新入圍 超級星光大道第一季入圍50強 超級星光大道第三季入圍100強                                                              |                                 |
| 寺內貴陽 | HIRO   |        | 1991年 1月21日  | 第一代   |                   | 日中混血兒 曾經是身高最矮的成員 曾暗戀前黑Girl人氣王鬼鬼，並於淘汰賽向她表白 本身是單眼皮，但現在已割做雙眼皮                              |                                 |
| 許鈞喬   | 小黑人 |        | 1991年 1月17日  | 第一代   |                   | 開播以來身高最高的成員 |                                 |
| 邱品耀   | 邱帥   |        | 1988年 01月18日 | 第一代   |                   | 知名人物邱品叡的弟弟 |                                 |
| 黃士耕   | 蠍子   |        | 1988年 10月4日  | 第二代   |                   | 第五次新生徵選重新入圍 家裡的寵物都很少人會養 現為偶像劇演員                                                                               |                                 |
| 鄭瑋夫   | 小夫   |        | 1985年 4月28日  | 第四代   |                   | 曾奪得全國花式籃球比賽冠軍 現有參與偶像劇， 並傳聞是該劇的籃球指導師                                                                       |                                 |
| 謝安洵   | 可樂   |        | 1987年 2月5日   | 第四代   |                   | 偶像是日本樂壇組合w-inds 口頭禪是「Happy~」 舞團「Flight」成員                                                                             |                                 |
| 李昶俊   | ECHO   |        | 1986年 2月1日   | 第五代   | BEAT BOX達人      | 美國國籍 全台首個大學BEAT BOX社社長 在中視節目《我猜》的綽號是「口技達人」 節目首位因無故缺席淘汰賽而被直接淘汰的底迪 現為黑石娛樂旗下藝人 | 新浪微博 （页面存档备份，存于） |
| 李宜柏   | 小虎   |        | 1992年 2月12日  | 第六代   | 洪榮宏            | 加入節目初期稱胖虎 曾與毛弟是同班同學 第七次新生徵選重新入圍 後翻盤成功進入第二屆錄影 現為男子漢團體 為JPM伴舞                             |                                 |
| 張珞禔   | 酪梨   |        | 1992年 07月25日 | 第六代   |                   | 第一屆年紀最小的成員 校內體操隊成員而且精通現代舞 現為周子娛樂旗下藝人，目前為男子組合4ever新成員(因為拿鐵退團)                            |                                 |

- 因為個人意願離開的成員

| 姓名    | 藝名 | 英文名 | 出生 日期       | 加入 年期 | 節目中的 其他暱稱 | 退出原因及 離開後發展                                                                                 | 備註                                                                             | 部落格 |
| ------- | ---- | ------ | --------------- | --------- | ----------------- | --- | -------------------------------------------------------------------------------- | ------ |
| 吳柏慶* | 波奇 |        | 1986年 7月19日  | 第一代    |                   | 曾出現於2006年8月24日 播放的明星養成肢體篇 進棚錄影前就已退出                                         |                                                                                  |        |
| 吳旻憲  | 麵線 |        | 1985年 7月12日  | 第一代    |                   | 因學業因素退出 現於大學進修 並兼職補習社及模特兒                                                      | 節目初期唯一會「Krump」的底迪                                                    |        |
| 蔡貴霖  | 呱呱 |        | 1990年 12月15日 | 第一代    |                   | 因學業因素退出 現為周子娛樂旗下藝人                                                                   | 曾與敖犬並列為人氣最高的底迪 外貌被指酷似彭于晏                                  |        |
| 黃文賦  | 小賦 |        | 1984年 4月3日   | 第一代    |                   | 因個人因素退出 現為廣告模特兒                                                                         | 曾與ELMO為爭奪廣告的競爭對手                                                     |        |
| 詹繕澤  | 小濱 | Jungle | 1988年 1月9日   | 第一代    | 歸崗濱崎步        | 因學業因素退出 現於大學進修                                                                           | 公主幫副召，常模仿濱崎步                                                         |        |
| 陳磊*   | 未知 |        |                 | 第三代    |                   | 因學業因素退出 進棚錄影前就已經退出                                                                   |                                                                                  |        |
| 張嚴之  | 小T  | Tee    | 1988年 4月15日  | 第三代    | 愛因斯坦          | 因學業因素退出 現於大學進修 （页面存档备份，存于）， 成為黑石娛樂旗下藝 人以及舞蹈團體 台灣龍捲風成員 | 唱歌、跳舞不俗，專長的舞風是Locking，並懂得彈鋼琴、 吉他等樂器，常被讚譽很有才華 |        |

- 備註：2006年8月24日播放的模范棒棒堂之明星養成肢體篇中曾出現一位並沒有被介紹的神秘底迪吳柏慶。2006年12月28日第三代新生徵選中，除牙膏、MOMO及小T，一位名陳磊的神秘底迪也在該集入選，後因學業因素退出。由於兩人在進棚錄影之前就已經退出，製作單位將吳柏慶及陳磊的部份鏡頭剪掉，令吳柏慶及陳磊成為神秘底迪。2008年3月26日播放的棒棒堂七大不可思議亦有提及此事。

##### 第一屆內部團體、組合
- 模XX棒
  - XX=人數
  - 數目會根據涉及成員多寡而變動，例如「模范21棒」（即第一屆棒棒堂、棒棒堂二軍成員加上小樂），這只是一個統稱。

- 公主幫
  - 幫主是阿本，而副幫主是已離開《模范棒棒堂》的小濱
  - 成員包括：阿本、小濱、小馬、野獸、翰獎、毛弟、多多
    - 節目開播初期，阿本因為被抨擊形象女性化，將錯就錯下成立的團體，反而成為節目的活招牌之一，初時只有阿本、小濱和多多三個成員。
    - 公主幫未變演成為「二軍選戰的公主幫」（阿本組）前，小馬、野獸、翰獎、毛弟並非成員之一，只是二軍選戰開始後，節目把他們編進了阿本組，因此他們四人才成為成員之一。
    - 成員中只有阿本、小馬、野獸、翰獎、毛弟推出了《冒險世界‧公主幫》EP
    - 成員中只有阿本、小馬、野獸、毛弟選上正式出道的Choc7。
- 宅男塾
  - 塾長是ELMO
  - 成員包括：ELMO、TERRY、鮪魚、牙膏、小祿、李銓、虎牙
    - 2008年初成立，口號為「阿宅」
    - 宅男塾未變演成為「二軍選戰的宅男塾」（Terry組）前，李銓並非成員之一，只是二軍選戰開始後，節目把李銓編進了Terry組，因此李銓才成為成員之一。
    - 現時成員中只有TERRY、鮪魚、牙膏、小祿、李銓推出了《冒險世界‧宅男塾》EP
    - 成員中只有鮪魚、小祿以及李銓選上正式出道的Choc7。
- 黑角三帥
  - 敖犬、小傑、阿緯
    - 三人均為另一舞蹈團體「黑角」的成員。
    - 曾主持Channel V的節目－－《哪裡5打抗》
- 東區瞎趴二少
  - 敖犬、阿緯
    - 一對搞怪的組合，常常出現在一些搞笑的場面。
- 三重幫
  - TERRY、鮪魚、虎牙
    - 因家住三重而成立
- TE馬弟黑手黨
  - TERRY、小馬、毛弟
    - 節目早期的內部團體，主要負責突擊行動
- 鮪牙二人組
  - 鮪魚、虎牙
    - 兄弟情深，表演時默契十足，因而得此稱呼
- 莊敬幫
  - 王子、毛弟、鮪魚、李銓、小濱、野獸、呱呱
    - 因為七人也是莊敬高職的學生，所以簡稱為莊敬幫。
- 多魚
  - 多多、鮪魚
    - 因為在節目中其他弟弟集體被要求向多多道歉「對不起，我們表現太好了!」
    - 鮪魚隨即被拱出來一同接受道歉，「多魚二人組」因此產生。

#### 第二屆主持人及成員
- 堂主（主持）：范瑋琪（范范）
- 副堂主（主持）：小香（2008年10月1日起）
- 代班堂主（代班主持）：黑人、Makiyo、小米、小甜甜
- 助教（助理主持）：小香（2008年10月前）、容嘉、黑Girl成員（每次兩位）、阿本、毛弟、小祿、李銓
- 旁白：陳彥銘（B2）
- 淘汰賽評審：張世明（ANDY）（整體表現）、大目（舞蹈技巧、台風）、藍波（舞蹈技巧、台風）、林志炫（歌唱技巧、台風）、陳俊廷（歌唱技巧、台風）、KEVIN（衣著、台風）、丁曉雯（整體表現）、牛奶（舞蹈技巧、台風）
- 三軍選拔評審：張世明（ANDY）（整體表現）、丁曉雯（歌唱技巧、台風）、牛奶（舞蹈技巧、台風）、藍波（舞蹈技巧、台風）
- 其他評審：范瑋琪（歌唱技巧、台風）、LOLLIPOP（台風）、超克7（台風）、DON-P（舞蹈）、思涵（舞蹈）

第二屆成員(2008年9月1日至2009年2月27日)「加入年期」及成員數目對照表

以下為代數、加入日期(以對應集數播出日期為準)及成員數目的對照表，亦等同外界一般使用的標準。成員列表中「加入年期」一欄，也是以下表作依據。
| 代數               | 加入日期        | 首集加入集數主題名稱   | 加入成員 (以當時使用的別名為準)                                                                                            | 新加入 成員數目 | 當時成員總數 |
| ------------------ | --------------- | ---------------------- | --- | --------------- | ------------ |
| 第一代             | 2008年 09月3日  | 第二屆新生開學典禮     | 阿良、EASON、ICE、繩子、小虎、 阿MAN、伊藤、涼麵、柚子、夏天、 小小、大大、隊長、丸子、阿龐、 蕭邦、坦克、ABC、小古、小鬼* | 20*             | 20*          |
| 上屆過 渡本屆 成員 | 2008年 09月8日  | 超狠淘汰賽前哨戰（下） | 虎牙、小樂 | 2               | 22*          |
| 第二代             | 2008年 10月23日 | 新底迪報到囉!!         | 賤兔、YOYO | 2               | 19 + 1請假   |
| 第三代             | 2008年 12月23日 | 棒棒堂超強新生報到     | 阿、小槿、小淳、凡弟、夏恩、小龍                                                                                           | 6               | 20           |

- 備註：節目首兩星期的部分節目出現了一位並沒有被介紹的神秘底迪小鬼（吳聲逢）。與第一屆的兩名神秘底迪不同的是他們在進棚錄影之前就已經退出了，小鬼則是參與了幾集的錄影後就不知何故退出。由於小鬼退出之時新一屆節目尚未開始，因此製作才直接將小鬼的所有鏡頭全部剪掉（但亦有未被剪掉而出鏡的情況），令小鬼成為神秘底迪。故當時實際加入底迪數目為20名而非19名。

##### 出道成員 - 模范三軍
於2009年2月15日的錄影中公佈成為模范三軍參與Lollipop 2009年中巡迴演唱會的成員，成員共有五名。其中兩名由節目中的十二人選出，另外三名則會在其他地方尋找。在節目中的正式公佈於2009年2月27日，但是於錄影結束當日多間媒體已搶先公佈消息，而Channel V總監張世明亦於翌日在官方討論區發言恭賀，進一步證實名單。
- 出道日期：2009年2月27日

| 姓名   | 藝名 | 英文名 | 出生 日期      | 加入 年期     | 節目中的 其他暱稱 | 備註 | 部落格                          |
| ------ | ---- | ------ | -------------- | ------------- | ----------------- | --- | ------------------------------- |
| 林子豪 | 虎牙 | Jayto  | 1987年5月29日  | 第一屆 第二代 | 扛霸子            | 直接從第一屆過渡過來的底迪 以Beat Box和舞蹈聞名 節目外暱稱為「偷」 懂得多種不同風格的舞蹈，並被讚揚很有才華 與鮪魚還未加入《模范棒棒堂》前已是好朋友， 兩人亦是舞蹈上的最佳拍檔 性格較沉默內歛，口條不佳 未進《模范棒棒堂》前曾患自閉症    | 新浪微博 （页面存档备份，存于） |
| 黃詩   | 阿   | Oreeo  | 1983年12月31日 | 第二屆 第三代 | 東區一哥、瘋子    | 於2008年12月17日《超激！新男孩卡位前哨戰》 節目中被Channel V總監批准越過棚內複賽直接加入 星光三班台灣區百人初選前30名 曾參加哪裡5打抗特別企劃「模仿王大賽」並勝出 已當過兵，是繼阿龐之後《模范棒棒堂》的第二位退伍軍人 現組成男子團體OPPAs | 新浪微博 （页面存档备份，存于） |

##### 出道成員 - 羅宇勝(Vinson)
2009年前往韓國Cube Entertainment公司當練習生，經過四年的時間訓練，終於以組合M4M的名義正式在歌壇出道，首張迷你專輯《Mystery ForMula》於2013年3月13日於韓國正式出道，他也是第一個在韓國演藝圈出道的台灣籍藝人。
2013年3月14日於韓國Mnet頻道音樂節目M! Countdown舞台進行出道舞台。

##### 普通成員
三軍選拔後剩餘下來的其他第二屆棒棒堂成員，包括一些因個別原因而請假（即未表示離開節目）的底迪。
| 姓名                    | 藝名       | 英文名  | 出生 日期     | 加入 年期     | 節目中的 其他暱稱             | 備註 | 部落格                                                      |
| ----------------------- | ---------- | ------- | ------------- | ------------- | ----------------------------- | --- | ----------------------------------------------------------- |
| 江子紳                  | 江韋良阿良 | Wind    | 1988年5月23日 | 第二屆 第一代 | 李醫師、 遊戲丸、 阿娘        | 第二屆模范棒棒堂班長 曾參加三立完全娛樂優男生 是廣告模特兒，拍攝過許多廣告 樣貌被指與潘瑋柏以及李進良醫師相似 與虎牙和鮪魚曾同校而且同屬熱舞社 口條不佳，常令節目冷掉 已退伍 現為勝駿娛樂旗下藝人                                                  | 微博 （页面存档备份，存于） Facebook （页面存档备份，存于） |
| 張宇廷                  | ABC        | Eric    | 1990年4月25日 | 第二屆 第一代 | 公主                          | 為美國出生華人(ABC)，因而取此為綽號 是多多的好朋友 看不太懂部分中文字，歌詞要靠拼音背熟 是星光三班的二十強 被指性格像女孩子，故有公主之稱號 人氣是第二屆中的第二高，新底迪中最高                                                                   |                                                             |
| 曾博君                  | 伊藤       | William | 1989年10月2日 | 第二屆 第一代 | 禿頭、 禿子                   | 懂得鋼琴及吉他，喜歡日系事物 堂內少數以唱作型歌手定位的底迪 改造髮型時，被棒棒堂髮型師指有禿頭問題 節目開始一段時間後開始建立起 「時而暴衝，時而文靜」的個人特色                                                                                   |                                                             |
| 王子僑                  | 丸子       |         | 1986年10月9日 | 第二屆 第一代 |                               | 節目初期唯一會Breaking舞蹈的底迪 在節目中曾被迫公開表示有一女朋友 |                                                             |
| 陳彧徵                  | 蕭邦       | Luno    | 1993年3月8日  | 第二屆 第一代 |                               | 《模范棒棒堂》開播以來年紀最小的成員 身高是第二屆棒棒堂底迪中最高的 精通多種樂器，因此被改綽號「蕭邦」 曾經入圍第一屆第五次新生徵選， 惜最後未能入選 是星光五班的三十二強。                                                                        |                                                             |
| 羅宇勝                  | 賤兔       | Vinson  | 1991年7月29日 | 第二屆 第二代 | 零零兔、 新災難王、 傻子      | 於《哪裡5打抗》表現突出，被Channel V頻道 總監張世明欽點加入的新底迪 擅長於舞蹈和運動， 故被指是傻子第二代，李銓的繼承人 與YOYO因一同參加《哪裡5打抗》， 以及進模范棒棒堂而成為好友 因節目上的效果，而經常與小甜甜被扯在一起                        |                                                             |
| 沈佑愷                  | YOYO       | Alen    | 1990年5月2日  | 第二屆 第二代 |                               | 於《哪裡5打抗》表現突出，被Channel V頻道 總監張世明欽點加入的新底迪 擅長於舞蹈和籃球 與賤兔因一同參加《哪裡5打抗》， 以及進模范棒棒堂而成為好友 現為傳奇星                                                                                         | 無名 （页面存档备份，存于）                                 |
| 黃柏語 （原名：黃暄淳） | 小淳       | About   | 1992年5月15日 | 第二屆 第三代 | 豆腐、 公主                   | 繼酪梨後第二位擁有現代舞特長的底迪 甫徵選進來就被指與黑澀會美眉豆腐樣貌相似 因外形較柔弱，故有公主之稱號 2013年參加《快樂男聲2013》歌唱選秀節目 | 新浪微博 （页面存档备份，存于）                             |
| 范益祥                  | 夏恩       | Shiang  | 1989年2月21日 | 第二屆 第三代 |                               | 加入前曾經應邀為《我愛黑澀會》演出特別環節 與伊藤一樣擁有自彈自唱及即興作曲能力 身兼模特兒並曾獲得相關比賽冠軍 外貌被指酷似彭于晏 是伊林旗下模特兒                                                                                                 | 伊林模力網 （页面存档备份，存于）                           |
| 李奕釜                  | 小龍       |         | 1984年1月30日 | 第二屆 第三代 | 龍哥                          | 以頂級的Breaking舞技聞名， 加入之前已是舞蹈教室導師及舞團成員， 從2004年起代表台灣參與BOTY世界街舞大賽， 並於2008年奪得第三名 曾經以其舞技參加《哪裡5打抗》 「WOO燈獎」環節，並連勝多場 在節目上，被塑造成兇狠、毒舌的形象                         |                                                             |
| 吳思賢                  | 小樂       | Ben     | 1991年1月5日  | 第一屆 第七代 | 樂爺、樂哥、 賈斯樂           | 因升學因素，請假，沒有參加三軍選拔 直接從第一屆過渡過來的底迪 建中熱舞社社長 因外形優秀，家境富裕， 舞技唱功及學業樣樣皆精，故被定位為完美男孩 人氣是第二屆中最高                                                                                  |                                                             |
| 黃昱翔                  | 阿MAN      |         | 1986年4月11日 | 第二屆 第一代 | 男傭、僕人、 AMANDA、 阿MAN師 | 因工作繁忙，請假，沒有參加三軍選拔 APPLE的親弟弟，瑤瑤的雙胞胎（龍鳳胎）哥哥 曾被網友指是靠關係進模范棒棒堂 節目初期疑將本名誤作為「黃昱祥」 是著名導演鄺盛的得力助理 由第一屆底迪推薦的底迪，並無參加任何徵選會 於第二屆中人氣不俗 是公認的好男人 |                                                             |
| 戴鴻揚                  | 小小       |         | 1990年1月11日 | 第二屆 第一代 |                               | 因家庭因素，請假，沒有參加三軍選拔 參加徵選會時，跟大大一同搭擋表演 曾與黑Girl鬼鬼和棒棒堂王子是同班同學 第二屆模范棒棒堂中身高最矮 |                                                             |

##### 離開成員
節目中有因為淘汰賽中表演失準以及平時表現不佳而被淘汰的成員。

- 淘汰成員

| 姓名   | 藝名  | 英文名  | 出生日期        | 加入年期      | 節目中的 其他暱稱 | 備註 | 部落格 |
| ------ | ----- | ------- | --------------- | ------------- | ----------------- | --- | ------ |
| 古忠文 | 小古  | Brownie | 1992年 2月10日  | 第二屆 第一代 | 仔仔              | 樣貌被指與莫少聰和周渝民相似 在台北的街頭上被工作人員看中而進本堂， 所以只參加過徵選複賽 節目初期人氣高企                                                              |        |
| 張肇俊 | 夏天  |         | 1989年 1月29日  | 第二屆 第一代 |                   | 阿美族原住民 |        |
| 李宜柏 | 小虎  |         | 1992年 2月12日  | 第二屆 第一代 | 洪榮宏、 喇叭虎   | 曾與毛弟是同班同學 曾是第一屆第六代的底迪之一，後被淘汰第一 屆的第七次新生徵選重新入圍，但也沒有入選後 翻盤成功，進入第二屆錄影，成為新一屆成員                        |        |
| 蔡政翰 | 涼麵  |         | 1988年 11月29日 | 第二屆 第一代 |                   | 樣貌被指與小香很相似 |        |
| 蘇辰浩 | 隊長  |         | 1986年 5月23日  | 第二屆 第一代 |                   | 威廉所推薦的底迪，亦是他的好朋友、大學同學 曾是校內啦啦隊隊長 額頭與威廉一樣高亮 由於是經推薦進本堂，所以只參加過徵選複賽                                              |        |
| 劉仲帆 | 阿龐  |         | 1983年 9月29日  | 第二屆 第一代 | 格格              | 曾經當兵，現已退伍，為棒棒堂首位當過兵的底迪 正在學習京劇，懂得耍花槍而主修是旦角 在節目中被指有類似阿本般公主型男孩的影子 創立「格格幫」，並自稱為格格幫幫主          |        |
| 廖鈺杭 | 柚子  |         | 1990年 5月4日   | 第二屆 第一代 |                   | 節目外暱稱為「小白」 小的親弟弟，跟小杰一樣擁有短下巴 曾參加過第一屆的底迪徵選， 惜因太害羞而不能入選 樣貌被指與大目老師很相似                                           |        |
| 唐祖渝 | 坦克  |         | 1992年 4月2日   | 第二屆 第一代 | 山下痔瘡          | 擁有賽夏族血統 因長相像TANK而獲得此綽號 |        |
| 陳冠麟 | EASON | Eason   | 1988年 12月23日 | 第二屆 第一代 | 小冠希、希哥      | 被指酷似陳冠希和陳漢典 在髮型屋工作時被Channel V總監張世明看中 而加入模范棒棒堂，只參加過徵選複賽 他的krump舞蹈被取笑是西瓜舞 被指是泡妞高手，擅長給分數予女孩         |        |
| 林勝鵬 | 大大  |         | 1989年 11月27日 | 第二屆 第一代 | 傘蜥蜴、 傘大大   | 是王子和毛弟的好朋友，三人從小一起長大 樣貌被堂主指與李宇春以及傘蜥蜴相似 參加徵選會時，跟小小一同搭擋表演 曾與黑Girl鬼鬼和Lollipop棒棒堂王子是同班同學 擅長無里頭搞笑 |        |
| 黃鈺智 | ICE   | Nick    | 1988年 12月8日  | 第二屆 第一代 | 史特龍            | 來自貝里斯的僑生，就學時有相當突出的學業成績 能操流利西班牙語及英語 樣貌被指與史特龍相似 魔術為其拿手才能                                                              |        |
| 廖毅凡 | 凡弟  |         | 1990年 2月6日   | 第二屆 第三代 |                   | 和鮪魚一樣有跳popping舞蹈才能 |        |
| 廖育槿 | 小槿  | David   | 1992年 11月27日 | 第二屆 第三代 |                   | 節目初期疑將本名誤作為「廖育瑾」 擅長krump舞蹈 |        |

- 因為個人意願或其他因素而離開的成員

| 姓名   | 藝名 | 英文名 | 出生 日期      | 加入 年期     | 節目中的 其他暱稱 | 退出原因及 離開後發展 | 備註 | 部落格 |
| ------ | ---- | ------ | -------------- | ------------- | ----------------- | --------------------- | --- | ------ |
| 吳聲逢 | 小鬼 |        | 1991年 11月5日 | 第二屆 第一代 |                   | 原因未明 退出         | 由於在節目開始不久就已退出， 被製作單位剪去所有出場的鏡頭， 成為神秘底迪 有說是小虎的同學                                              |        |
| 沈子軒 | 繩子 |        | 1987年 6月5日  | 第二屆 第一代 |                   | 家境因素 退出         | 曾經入圍第一屆第七次的甄選會 擁有原住民血統 專長是跳popping舞蹈 因家境及各種因素， 很多時候均不能參與錄影,現已成為我愛黑澀棒棒堂的底迪 |        |

#### 第三屆主持人及成員
本屆節目由棒棒堂〔Lollipop〕、超克7（Choc7）及模范三軍一起錄影的新一輯模范棒棒堂節目，繼續由范瑋琪當堂主，趙延慶和劉容嘉當副堂主。
- 堂主（主持）：范瑋琪（范范）
- 代班堂主（代班主持）：小米、黑人
- 副堂主（主持）：小香、容嘉(2009年3月16日起)
- 旁白：陳彥銘（B2）
- 其他評審：丁曉雯（歌唱技巧、台風）、大目（舞蹈技巧、台風）、趙正平（台風）

第三屆模范棒棒堂成員(2009年3月2日至2009年7月30日)「加入年期」及成員數目對照表

以下為代數、加入日期(以對應集數播出日期為準)及成員數目的對照表，亦等同外界一般使用的標準。成員列表中「加入年期」一欄，也是以下表作依據。
| 代數                 | 加入日期        | 首集加入集數主題名稱   | 加入成員 (以當時使用的別名為準)                                             | 新加入 成員數目 | 當時成員總數 |
| -------------------- | --------------- | ---------------------- | --------------------------------------------------------------------------- | --------------- | ------------ |
| 第一及 二屆回 歸成員 | 2009年 03月2日  | 羅天王相挺來撐腰（上） | 敖犬、威廉、阿緯、小、王子、 阿本、小馬、毛弟、 鮪魚、李銓、小祿、虎牙、 阿 | 13              | 13           |
| 第一及 二屆回 歸成員 | 2009年 03月16日 | 底迪極限運動會         | 野獸                                                                        | 1               | 14           |
| 第一及 二屆回 歸成員 | 2009年 04月1日  | 底迪三十拉警報         | 小煜                                                                        | 1               | 15           |

## 作品的變遷
| Channel [V]娛樂台 星期一至五 23:00 - 00:00 星期一至四 23:00 - 00:00 | Channel [V]娛樂台 星期一至五 23:00 - 00:00 星期一至四 23:00 - 00:00 | Channel [V]娛樂台 星期一至五 23:00 - 00:00 星期一至四 23:00 - 00:00 |
| ------------------------------------------------------------------- | ------------------------------------------------------------------- | ------------------------------------------------------------------- |
|                                                                     | 模范棒棒堂 （2006.08.14 - 2009.07.16）                              |                                                                     |
| - （- 2006.08.11）                                                  | Welcome 外星人 （2009.07.20 -）                                     |                                                                     |

| Channel [V]娛樂台 星期五 23:00 - 00:00 | Channel [V]娛樂台 星期五 23:00 - 00:00                 | Channel [V]娛樂台 星期五 23:00 - 00:00 |
| -------------------------------------- | ------------------------------------------------------ | -------------------------------------- |
|                                        | 模范棒棒堂 （2006.08.14 - 2009.07.02）                 |                                        |
| - （- 2006.08.11）                     | Love Love Love （2009.07.03 - 2009.11.27） 22:00-23:30 |                                        |

| Channel [V]娛樂台 星期三至四 22:00 - 23:00 | Channel [V]娛樂台 星期三至四 22:00 - 23:00 | Channel [V]娛樂台 星期三至四 22:00 - 23:00 |
| ------------------------------------------ | ------------------------------------------ | ------------------------------------------ |
|                                            | 模范棒棒堂 （2009.07.22 - 2009.07.30）     |                                            |
| 我愛黑澀會 （2005.08.01 - 2009.07.16）     | 我愛黑澀會 （2009.08.03 - 2009.10.08）     |                                            |

## 外部連結
- Capitol音樂 棒棒堂官方網站
- Wikia中文台：模范棒棒堂 （页面存档备份，存于）